# Trattato di San Ildefonso (1800)
Il terzo trattato di San Ildefonso fu una negoziazione segreta tra la Francia rivoluzionaria e la Spagna. Con il trattato la Francia si assicurava l'appoggio spagnolo nel Mediterraneo e recuperava l'immenso territorio della Louisiana; i Borbone, dal canto loro, si impegnavano a sostenere i francesi in cambio di un territorio nella penisola italiana, concordato a spese dell'Austria.

## Storia
Il trattato fu concluso il 1º ottobre 1800 tra Louis Alexandre Berthier, come rappresentante della Francia, e don Mariano Luis de Urquijo, per la Spagna. Il trattato fu negoziato con durezza, poiché la Spagna era sotto la pressione di Napoleone Bonaparte. La Spagna si impegnava a mettere a disposizione la sua flotta per la guerra contro il Regno Unito. Inoltre New Orleans e il territorio della Louisiana, acquisito dalla Spagna con il trattato di Fontainebleau del 1762 nella guerra dei sette anni, veniva restituito alla Francia. Il trattato non specificava i confini del territorio restituito alla Francia, fatto che in seguito fu motivo di contenziosi tra la Spagna e gli Stati Uniti, dopo che Napoleone aveva ceduto il territorio della Louisiana a questi ultimi.
Carlo IV pretese un risarcimento per suo genero Ludovico I di Borbone, privato dalla Francia del Ducato di Parma. I dettagli geografici dell'accordo erano vaghi. La clausola II del trattato affermava semplicemente che il territorio da assegnare a Ludovico avrebbe potuto consistere "nella Toscana ... o nelle tre legazioni romane o in una qualsiasi altra provincia italiana". La Spagna avrebbe ottemperato ai suoi impegni solo una volta che la Francia avesse confermato quali territori italiani avrebbe consegnato a Ludovico.
Il 9 febbraio 1801 la Francia e l'imperatore d'Austria Francesco II d'Asburgo-Lorena firmarono il trattato di Lunéville, confermando le condizioni preliminari stabilite nel trattato di San Ildefonso e dando così vita al Regno di Etruria, creato appositamente per il figlio di Ferdinando I di Parma e Maria Amalia d'Austria, Ludovico I di Borbone.